# Josef Papež
Plukovník Josef Papež (16. července 1887 Jetřichovec – ?) byl legionář a důstojník československé armády.

## Život

### Mládí, první světová a ruská občanská válka
Josef Papež se narodil 16. července 1887 ve Jetřichovci v okrese Pelhřimov. Mezi lety 1903 a 1906 vychodil hospodářskou školu v Roudnici nad Labem. Do c. k. armády nastoupil jako dobrovolník v roce 1906 a v rámci roční služby absolvoval i školu důstojníků v záloze. Poté pracoval jako úředník a účastnil se pravidelných vojenských cvičení. Po začátku první světové války byl v srpnu 1914 mobilizován a v hodnosti nadporučíka odeslán na ruskou frontu na pozici velitele čety. V říjnu téhož roku byl raněn, rekonvalescenci trávil v Teplicích. Znovu raněn byl v březnu 1915, v srpnu 1916 již jako velitel roty padl do zajetí. Po měsíci se přihlásil do Československých legií, v rámci kterých absolvoval důstojnický kurz v Borispolu a kurz u francouzské vojenské mise v Jasech. Od července 1918 sloužil ve velitelské funkci na dálném východě, od října 1918 v Irkutsku a zúčastnil se několika bojových střetů v rámci sibiřské anabáze.

### Po první světové válce
Do Československa se Josef Papež vrátil 31. července 1920 a byl umístěn do Nitry, o rok později pak do Mostu. V roce 1922 byl povýšen již na podplukovníka, zastával posty velitelů praporu a zástupce velitele pluku. Dále se vzdělával a v roce 1928 se stal velitelem pěšího pluku v Krnově, byl povýšen na plukovníka a přemístěn na stejný post opět do Nitry. Pro tuto funkci ale neměl předpoklady a jeho hodnocení byla záporná. 28. února byl jmenován velitelem vnitrozemského praporu Stráže obrany státu v Praze. Stal se jediným velitelem, který na tento post přešel od vyšší jednotky. Velení praporu však jeho schopnostem plně vyhovovalo a hodnocení obdržel kladná. Po rozpuštění armády se v roce 1939 odstěhoval do Pacova, do protinacistického odboje se nezapojil a ani v roce 1945 se nevrátil do činné služby.

## Rodina
Během rekonvalescence v Teplicích se v roce 1914 Josef Papež oženil s Annou Voráčkovou. Narodily se mu dvě dcery Anna a Veronika.